# Trojbiskupství
Trojbiskupství (francouzsky Trois-Évêchés, německy Drei Bistümer) byla francouzská provincie v Lotrinsku v době starého režimu. 
Počátky její existence sahají do roku 1552, kdy byla spojena tři říšská knížecí biskupství v Métách, Toulu a Verdunu. 
Trojbiskupství bylo jako územně-správní jednotka zrušeno k 4. březnu 1790 během Velké francouzské revoluce a nahrazeno novým systémem administrativního dělení Francie. 
V přibližných hranicích někdejší provincie se nachází dnešní departmenty Meurthe-et-Moselle, Meuse a Moselle.

## Historie
Duchovní knížectví byla obvyklou součástí Svaté říše římské. Knížecí biskupství métské, toulské a verdunské byly součástí říše, až do francouzské okupace v roce 1552. Definitivní součástí Francie se stalo Trojbiskupství po podepsání vestfálského míru 24. října 1648.

## Členění

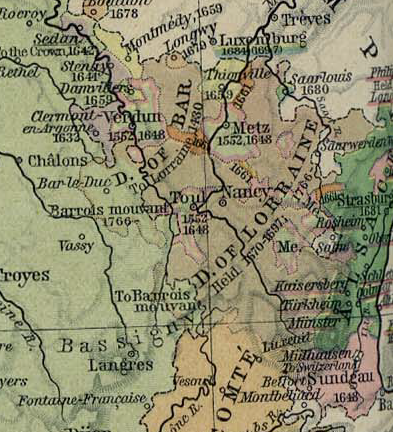
Trojbiskupství (zvýrazněno růžovým obtažením) po francouzské anexi
Tři biskupství

Území jednotlivých biskupství (diecéze) zůstala beze změny, pouze se změnil nadřazený státní celek a jejich postavení v jeho rámci. Kardinál Richelieu se zasadil o určitý stupeň samostatnosti provincie, avšak ve všech velkých městech byli umístěni francouzští vojáci. V Métách, hlavním městě Trojbiskupství, byl roku 1633 zřízen regionální parlament. Král Ludvík XIV. v roce 1643 potvrdil všechna privilegia, udělená třem biskupstvím.
Na žádost lotrinského vévody Karla III. vytvořil papež Klement VIII. titul lotrinského primase papežskou bulou dne 15. března 1602 pro biskupa z Toulu. S personálními změnami v Lotrinsku po roce 1777 nestály v cestě žádné překážky k vytvoření biskupství s kapitulou přímo v Nancy. V roce 1824 došlo k sjednocení diecézí Nancy a Toul.

### Po roce 1790
Po změně administrativního členění Francie po roce 1790 zůstala jednotlivá biskupství zachována. Métské i verdunské biskupství je stále funkční. Biskupovi z Nancy-Toulu dodnes náleží privilegia někdejších toulských biskupů (např. užívání superhumerálu při liturgii či některých privilegií arcibiskupa).

### Po roce 1906
Biskupství ve Verdunu a v Nancy-Toul náleží do besançonské církevní provincie, diecéze métská je tzv. exemptní, je podřízena přímo Svatému stolci. V rámci métské diecéze je aplikována místní právní úprava vztahu mezi církví a státem.

## Galerie

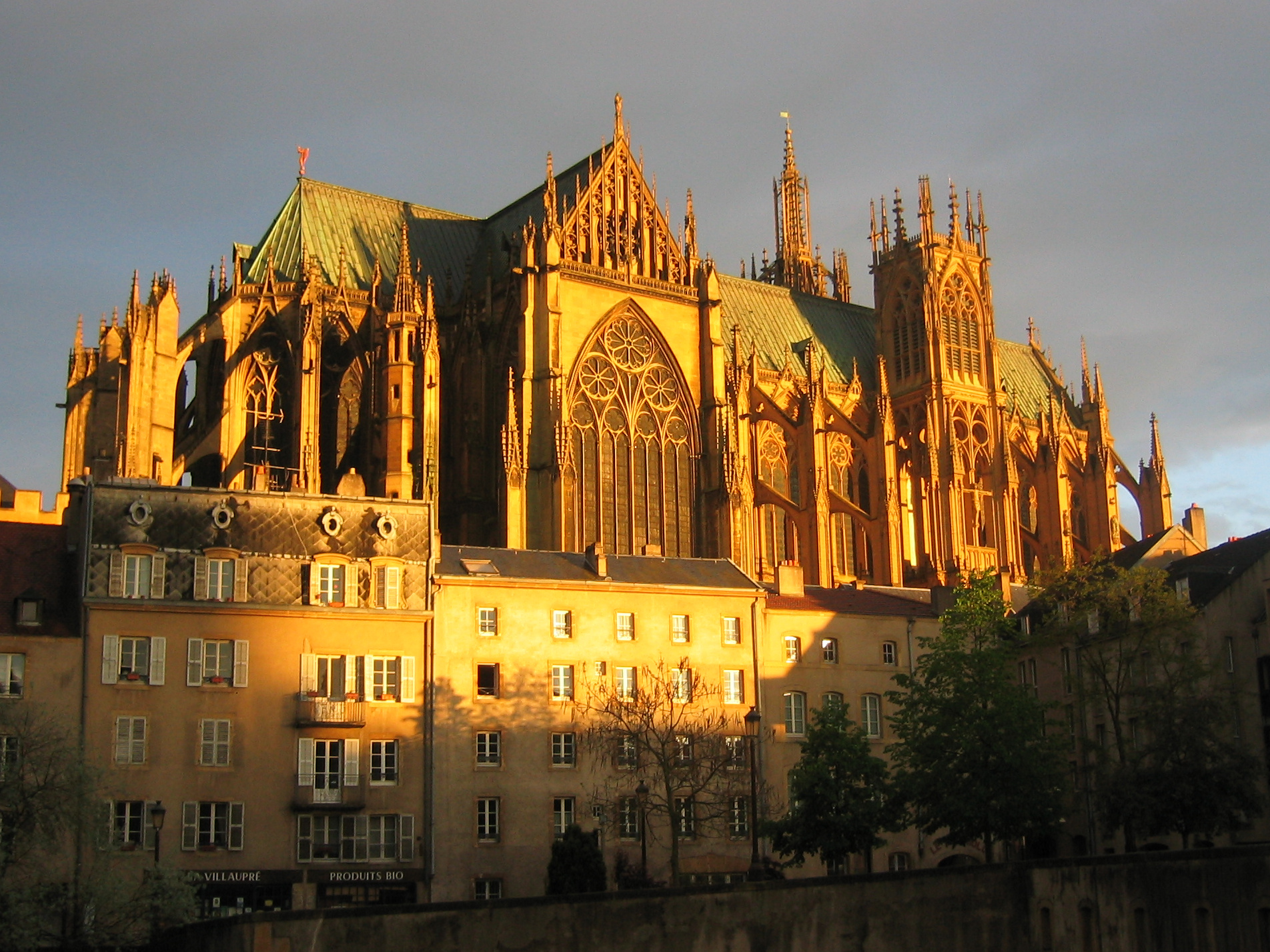
Katedrála svatého Štěpána v Métách
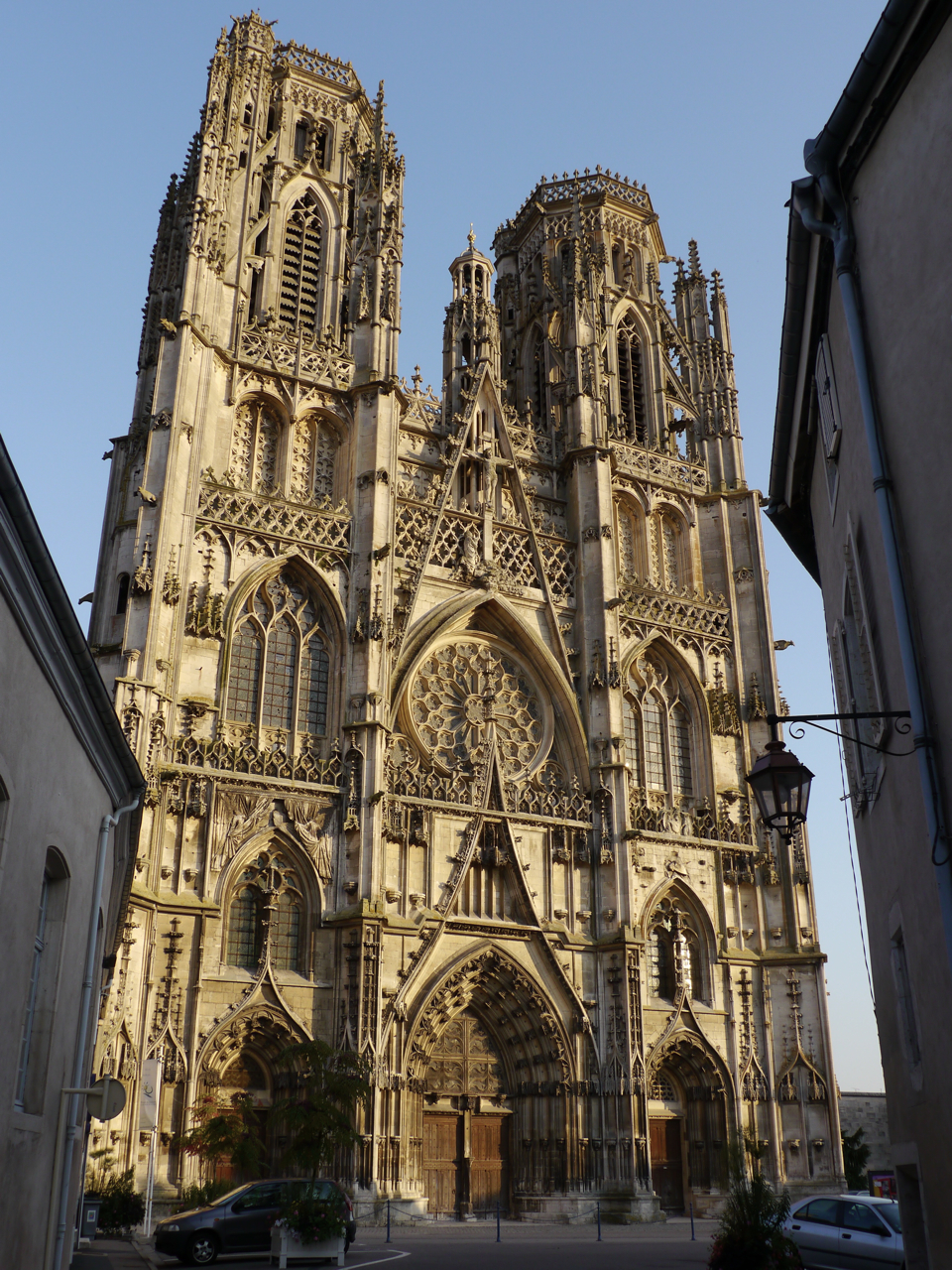
Katedrála svatého Štěpána v Toulu
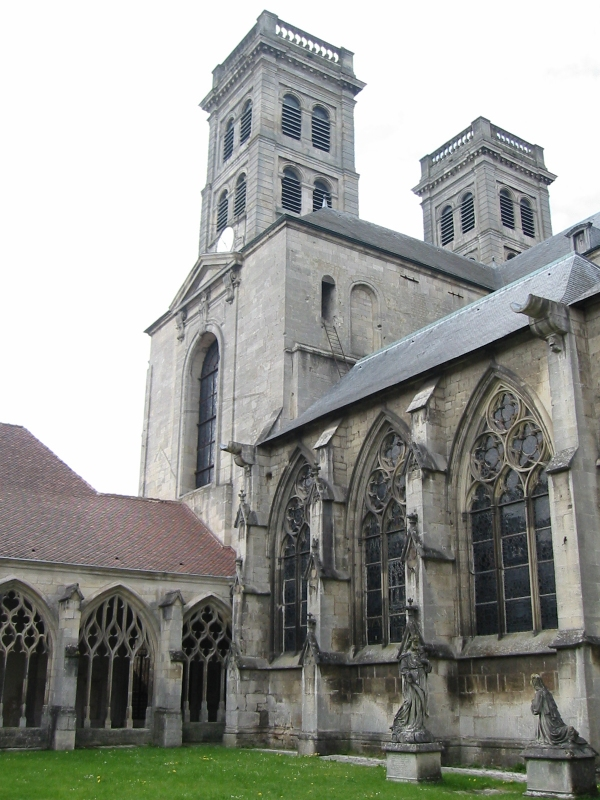
Katedrála Notre-Dame ve Verdunu